# Anne-Marie Martel
Anne-Marie Martel (Le Puy-en-Velay, 11 agosto 1644 – Le Puy-en-Velay, 15 gennaio 1673) è stata una religiosa francese, fondatrice delle figlie dell'istruzione.

## Biografia
Figlia dell'avvocato Claude Martel, fu convittrice peresso le suore di Santa Caterina da Siena di Le Puy e, tornata in casa dei genitori, si pose sotto la direzione spirituale del sulpiziano Antoine Tronson.
Nel 1677 Tronson le affidò l'educazione religiosa delle donne povere ricoverate presso l'ospedale di l'Aiguille, presso le mura di Le Puy: da quest'opera ebbe origine la congregazione delle Figlie dell'istruzione, dette poi del Santo Bambino Gesù, la cui azione si estese rapidamente, dal quartiere di Saint-Laurent, al quartiere Saint-Jean e quindi a tutta al città e alle campagne circostanti.
Las Martel e le sue compagne si dedicavano all'insegnamento del catechismo, all'istruzione nelle scuole popolari, riunivano assemblee operaie serali per favorire l'istruzione cristiana dei lavoratori.
Morì di domenica, prima di compiere 29 anni.

## Eredità spirituale
Grazie alle sue collaboratrici la sua opera continuò e si estese: le congregazioni delle Suore del Bambin Gesù di Le Puy e di Chauffailles la riconoscono come fondatrice.